# 中國史觀
中國史觀是以中國為中心的史觀，以自我為本位的概念類同於臺灣島史觀和香港史觀。中國史觀的支持者認為，研究中國史的歷史發展，應以中國本身的因素與歷史脈絡為主，而不應以西方史學觀點來進行科學化研究。著名的支持者包括錢穆等人。

## 概論
廣義的中國史觀，是指對於中國史的任何一種史學觀點。
但一般來說，所謂中國史觀，是將中國視為一個自古不可分的整體，將中國歷史發展視為一種獨特的歷史過程，應該以中國內部因素來以加解釋，也應該用中國人自己的觀點來進行解釋的一種特殊史學觀點。
反對者認為，中國史觀通常充滿了以漢族為中心、以農立國的觀點，強調大一統思想、正統思想，獨佔歷史解釋權，充滿中国中心主义，對少數民族及地區不友善。

## 觀點

### 台灣史學界
台灣史學界，對於中國史觀，長期有著爭論，特別是在台灣史應不應該以中國史觀來進行研究的問題。
陳芳明等人主張應建立自身的台灣史觀，杜正勝曾提出以台灣為中心的同心圓史觀。曹永和根據法國年鑑學派的思想，發展出台灣島史觀。

### 西方史學界
費正清、孔飛力等部分漢學家，主張西方史學家在研究中國史時，應採取中國史觀，以避免西方中心思想。
柯文（Paul A. Kohen）在1984年出版《在中國發現歷史：中國中心觀在美國的興起》，總結了美國漢學界對於中國中心史觀的研究。